# Ciénaga (Colombie)
Pour les articles homonymes, voir Ciénaga.
Ciénaga (en espagnol, littéralement, « Le Marécage ») est une municipalité colombienne qui fait partie du département de Magdalena, deuxième plus grand centre de population de ce département après la ville de Santa Marta. Ciénaga est située à 11° 0' de latitude Nord et 74° 15' de longitude Ouest, entre la Sierra Nevada de Santa Marta, la mer des Caraïbes et le marais de la Ciénaga Grande de Santa Marta au nord de la Colombie. La ville est située au nord de Magdalena et à 35 km de Santa Marta à une altitude de 3 m.
La Ciénaga Grande de Santa Marta (nom espagnol des grands marais de Santa Marta) est le plus grand des marais marécageux situé entre la rivière Magdalena et la Sierra Nevada de Santa Marta, faiblement séparé de la mer des Caraïbes par un détroit.
La localité fut catéchisée et non fondée car elle existait auparavant, par le Frère Tomás Ortiz en 1538 et a eu différents noms. En 1715 le lieu habité fut réorganisé par Fernando de Mier y Guerra sous le nom de « Villa de San Juan Bautista de La Ciénaga », puis fut connue également sous les noms de « Grande Aldea », « Cordoba », « Pueblo de La Cienaga » puis simplement Ciénaga, devenant une municipalité en 1867. L'activité économique prédominante a été, durant beaucoup de temps, la monoculture du bananier qui est réduite maintenant, après être passé à une la polyculture et à l'élevage. En 2005, l'agglomération comprenait 130 908 habitants (65 357 dans les zones urbaines et 56 324 dans les zones rurales). La température moyenne annuelle est de 34 °C.
Actuellement la ville est devenue un site touristique grâce à la réalisation de films ou l'écriture de romans s'y déroulant.
Selon Richard McColl un journaliste de la BBC de Londres « c'est la capitale du pays du réalisme magique colombien »[réf. nécessaire]

## Localisation

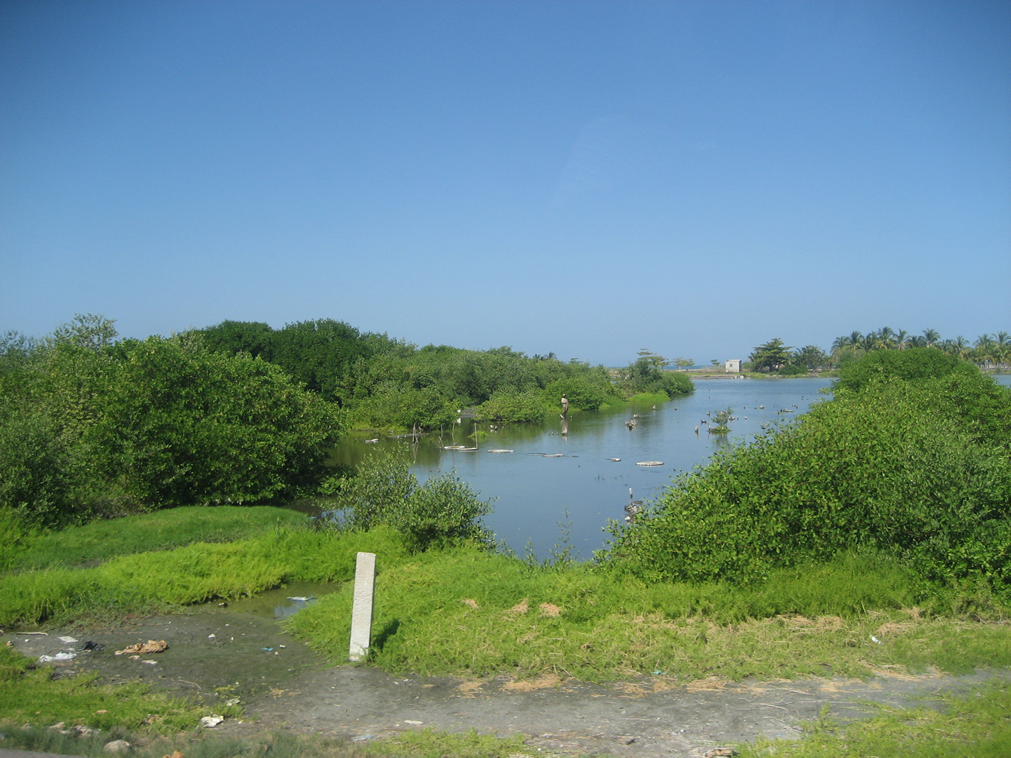
Le marais de la Ciénaga Grande de Santa Marta

Ciénaga est le deuxième plus grand centre de population du département de Magdalena après la ville de Santa Marta. Elle est située à 11° 00' de latitude Nord et 74° 15' de longitude Ouest, entre la Sierra Nevada de Santa Marta, la mer des Caraïbes et le marais de la Ciénaga Grande de Santa Marta au nord de la Colombie. La ville est située au nord de Magdalena et à 35 km de Santa Marta à une altitude de 3 m.

## Histoire
Ciénaga est particulièrement connue pour son histoire contemporaine. Elle fut en effet le lieu du massacre des bananeraies, épisode arrivé à la population de Ciénaga en 1928 quand l'armée colombienne ouvrit le feu sur un nombre indéterminé de grévistes d'United Fruit.
Ciénaga est l'une de ces villes qui évoque le passé, c'est une ville chaude et pleine de valeurs historiques, architectoniques, urbaines, environnementales et sociales qui font qu'elle mérite d'être connue et naturellement visitée.

### Avant la colonisation espagnole
Bien que par rapport à sa fondation les avis des historiens diffèrent, il y a la version de la « Géographie Illustrée » de Noguera Rizzoli, selon laquelle Ciénaga fut fondée par Rodrigo de Bastidas en 1521. Quelques historiens estiment, qu'en 1538, a été catéchisé un village sous le nom de « Village du Marécage de Santa Marta », d'autres écrivent qu'en 1535 Ciénaga se nommait « Grand Village ». Enfin, d'autres historiens considèrent que cette population n'a pas eu de fondation officielle.
Certains considèrent que Ciénaga existait avant la découverte de l'Amérique sous la forme d'un village aborigène qui a été catéchisé par le Frère Tómas Ortiz en 1529, qu'il décrit ainsi : « À huit lieues de Santa Marta, il y a une très grande population, une vallée entre des montagnes qui comporterait entre 4 000 et 5 000 huttes. Ce vieux village de Ciénaga s'est formé en face de la Mer des Caraïbes près de la Grande Lagune (les Grands Marais de Santa Marta) Situé aux alentours des embouchures fertiles des rivières Cordoba et Toribio, et dans un secteur encadré de montagnes fertiles. Le littoral cienaguero est habité par les Indiens Chimilas puis plus tard par les braves Tayronas ».
Ce peuple primitif de Ciénaga, a effectué des transhumances d'un lieu à l'autre à la recherche du l'endroit habitable le plus convenable pour sa survie. D'autres historiens affirment qu'elle fut visitée par le bachelier Martín Fernández de Enciso en 1518 sur ordre de Don Pierre Arias Dávila.

### Colonisation espagnole et Guerre d'Indépendance (voirColombie)
La vie juridique de Ciénaga commence à partir du 20 septembre 1755, quand une ordonnance royale fut édictée par le Gouverneur Juan Toribio de Herrera Leyva, à la demande de Don Antonio del Castillo, du chef indien du village de Ciénaga et par ordre de Don José Ezpeleta Paldeano Di Castillo et Brun, le Capitaine Général du Nouveau Royaume de la Nouvelle Grenade et des provinces attenantes, Virrey, Gouverneur, un lieutenant-général des armées royales, de la Présidence Pretoriale et de la Chancellerie Royale de Santa Fe de Bogotá dans le livre « le Titre exécutoire en faveur des terres de Ciénaga », ordonnance selon laquelle les natifs de Ciénaga ont acquis un droit pour la promotion de l'agriculture, de l'élevage et de la pêche, en ayant l'obligation de payer le Real Fiscal et Cinquième Real à sa Majesté (ce que nous nommons actuellement « impôts »).

### Cienaga dans la Guerre d'Indépendance
Le 10 novembre 1820, Ciénaga a été le lieu d'une des batailles les plus violentes (es) de la guerre d'indépendance elle-même, laissant 940 morts sur le champ de bataille (entre patriotes et royalistes), grâce à laquelle Brión et Mantilla ont pu établir un gouvernement à Santa Marta le lendemain, annihilant les derniers remparts à l'indépendance dans cette région des Caraïbes colombiennes.

### Ciénaga comme siège de la Présidence de la République
Ciénaga a été le siège de la Présidence de la République de mai à un juin 1867, sous la Présidence de Joaquín Riascos García. L'édifice où Riascos a occupé ses fonctions durant cette époque est désormais une banque.
Les lois 36 et 339 de 1876, votées par l'Assemblée Législative de l'État Souverain de Magdalena (durant la période des États-Unis de la Colombie), font déjà apparaître Ciénaga comme District.
Cela permet d'affirmer que cette ville existe bien avant Santa Marta et d'autres villes maîtresses de lignées et de traditions, son titre de gloire étant l'héroïsme de ses aborigènes devant la tyrannie de l'« extranjenro » (étranger).

### Différents noms attribués à Ciénaga
Le long de son histoire, Ciénaga a changé souvent de nom :
- 1755 : Pueblo de la Ciénaga ;
- 1844 : Villa de San Juan Bautista de la Ciénaga ;
- 1858 : Distrito Parroquial de la Ciénaga (le District Paroissial de Ciénaga) ;
- 1875 : Ciénaga ;
- 1898 : San Juan del Córdoba.

Finalement, en 1908, la ville reçut le nom de Ciénaga, bien que dans des affaires juridiques, la ville soit encore souvent dénommée « San Juan del Córdoba » dans le registre du District.

### Le Massacre des Bananeraies

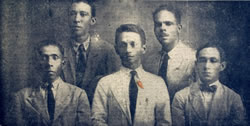
Les principaux chefs de file du mouvement. De gauche à droite : Pedro M. del Río, Bernardino Guerrero, Raúl Eduardo Mahecha, Nicanor Serrano et Erasmo Coronel. Guerrero et Coronel furent victimes du massacre du 6 décembre 1928.

Le 6 décembre 1928, un nombre controversé de travailleurs de la United Fruit Company (sans doute au minimum entre 60 et 75 jusqu'à plus de 1 000 selon le rapport de l'ambassadeur des États-Unis en Colombie) tombèrent sous les balles d'un contingent de l'armée colombienne. L'armée avait été envoyée pour mettre fin à une grève organisée par les syndicats des travailleurs, afin d'obtenir de meilleures conditions de travail, qui avait duré de longs mois.
Cet épisode inspira l'écrivain Gabriel García Márquez pour un des épisodes de son chef-d'œuvre Cent Ans de solitude, où il met en scène le massacre des bananeraies. L'écrivain porte le nombre de victimes à plus de 3 000, décrivant une noria de wagons descendant vers la mer chargés de corps et revenant vides. Chiffre qu'il ne faut sans doute pas voir comme une évaluation personnelle mais une manifestation du style luxuriant de l'auteur, qui contamine jusqu'à la réalité historique.

## Histoire architecturale

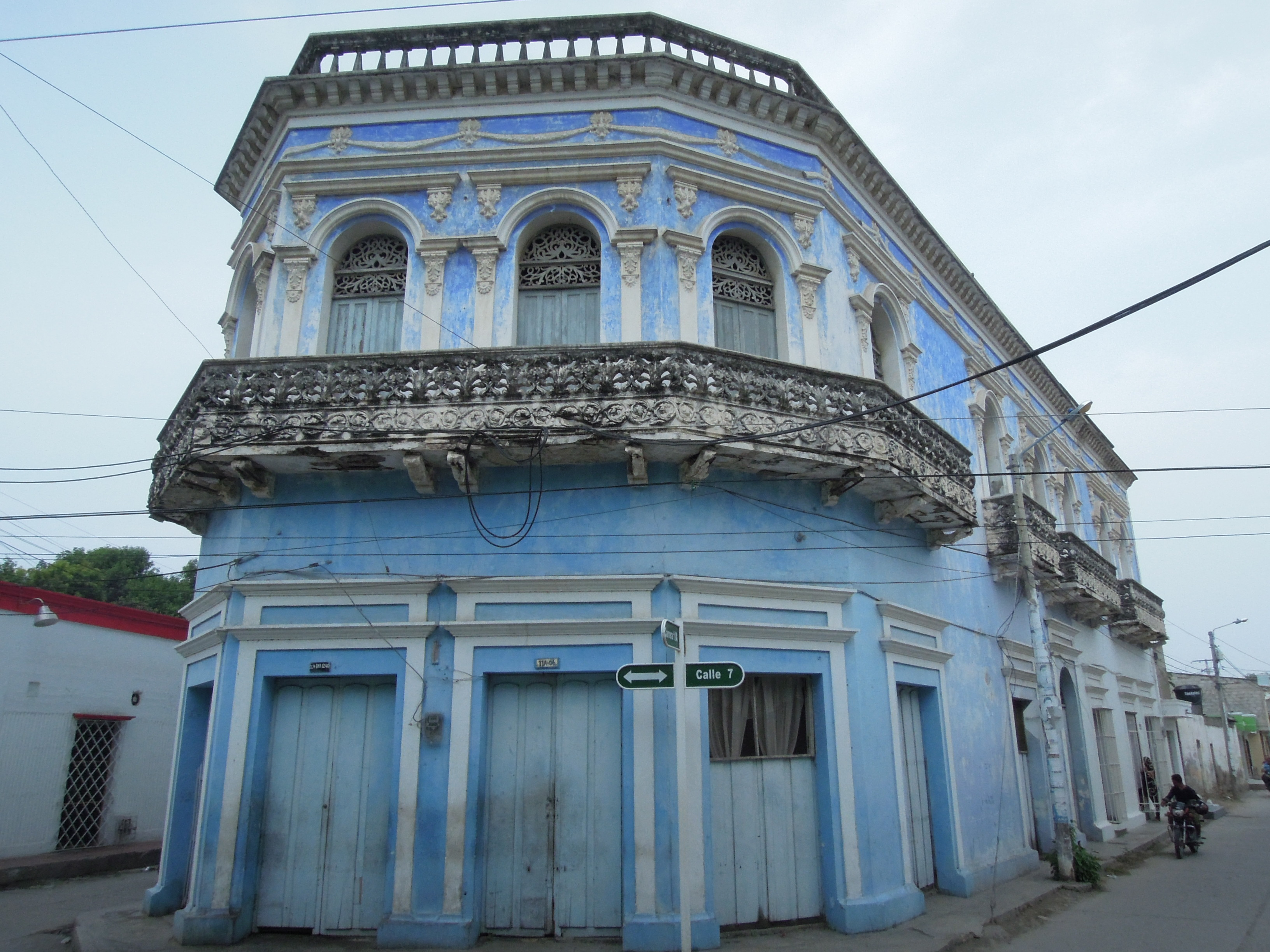
La Casa Azul (la « maison Blue »).

Sans aucun doute Cienaga a changé son apparence coloniale, simple et austère durant la décennie de 1920 - 1930 dans le contexte du conflit avec United Fruit et du Massacre des bananeraies. Selon l'historien Guillermo Henríquez, les voyageurs cienagueros, enrichis avec la banane, voyageaient en Europe et, très intéressés de rénover leur ville, dans le style éclectique ou un néoclassique régnant là, des rénovateurs arrivaient avec de nombreuses idées et, en très peu d'années ont changé la tenue des demeures et des édifices publics. Durant cette époque, où l'architecture était à son apogée, les formes de l'Art Nouveau, de Modern Style et Liberty, qui reprenaient les idées philosophiques libérales éclairées, après être nées au début du XXe siècle ces courants sont arrivés jusqu'à cette ville et ont influencé en grande partie la ville grâce aux voyages de la population aisée de Ciénaga.
Selon Elías Eslait Russo, un historien cienaguero reconnu, la croissance de Ciénaga a provoqué des changements importants dans l'apparence architecturale, « d'un village indigène, Ciénega est passée à une cité avec des caractéristiques modernes, celles qui ont été directement apportées depuis l'Europe, en donnant un style à une origine, dans lequel des éléments amalgaban de l'architecture caribéennes ont assimilé des éléments architecturaux « importés » d'Europe, les motifs de son architecture, en faisant quelque chose de particulier dans la carte colombienne ».
Pour Guillermo Henríquez, « cette architecture éclectique qui a pris un peu des styles antérieurement notés et ceux des canons classiques, du rezagó au « néo-classicisme » parisien, appliqués à l'intérieur des vieilles formes espagnoles de construction, on a vu apparaître dans différentes demeures qui ont été construites dans Ciénaga, Carthagène, Barranquilla et une partie de Santa Marta. »
Cependant plusieurs historiens s'accordent sur le fait qu'il faut imputer à la compagnie United Fruit l'impulsion initiale dans le changement des habitudes architecturales et qui a généré ce type d'architecture, qui de nos jours, est reconnu à l'échelle nationale colombienne aboutissant à la résolution 016 de 1994 du Conseil des Monuments Nationaux qui a déclaré le centre historique de Ciénaga comme Monument National de la Colombie.

## Culture
Ciénaga a été le lieu de naissance ou de résidence de nombreuses personnalités dont le principal héros, notable indigène, Col, musicien et agriculteur. Clemente Escalona, créateur et professeur de vallenato qui fut le compositeur de Rafael Escalona. Guillermo Buitrago, mort à 29 ans mais qui, malgré sa disparition précoce, est devenu une figure très importante du folklore colombien du XXe siècle. La ville se souvient de lui et lui rend un hommage annuel lors du Guillermo de Jesús Buitrago Guitar Festival. Ciénaga a également été le lieu de naissance d'Andrés Paz Barros, compositeur de musique et créateur de la cienaguera. Ciénaga célèbre tous les 20 janvier, la Fiesta del Caimán (fête du Caïman) honorant une légende locale connue sous le nom La Historia de Tomasita.

## Sites touristiques et historiques

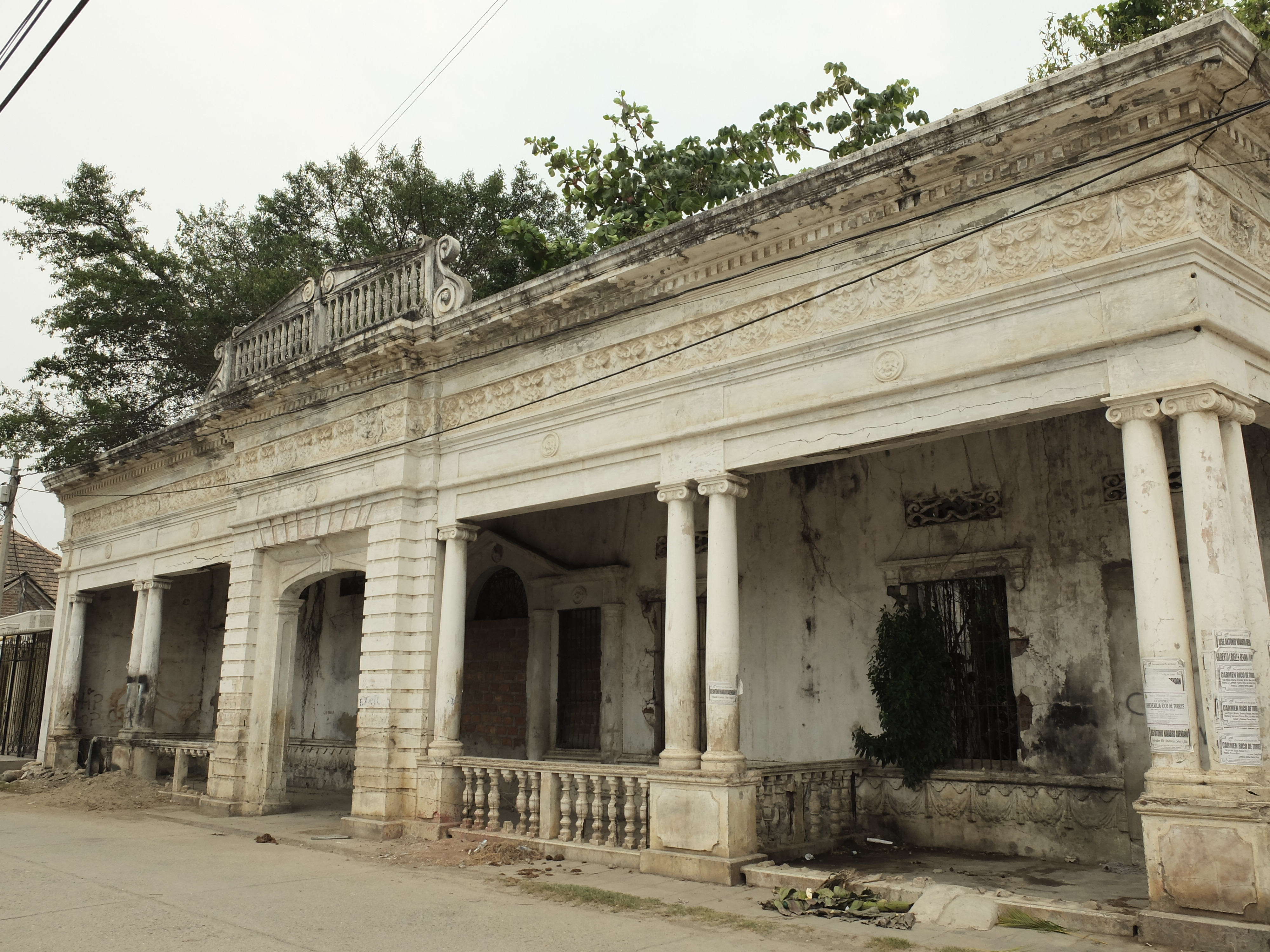
La Casa del Diablo (la « maison du Diable »), dans le centre-ville.

La plage sur les côtes de la Mer des Caraïbes est un endroit qui offre un moment de détente en famille avec une atmosphère naturelle avec l'odeur du poisson frit et du riz de cocotier qui est le plat typique de la région caraïbe colombienne.
Une côte Verte est un endroit qui nous montre les beaux paysages qui nous conduisent à l'embouchure de la rivière débouche Cordoba.
La deuxième ville du District de Magdalena a le privilège de posséder un inestimable patrimoine historique et culturel comme le Temple qui est à l'image de cette belle ville.
Des constructions coloniales comme l'Église le Saint Jean Baptiste, la loge Maçonnique, la « maison du Diable » nous transportent des temps passés et nous accompagnent jusqu'au présent.

## Fêtes
Ciénaga célèbre tous les 20 janvier, la Fiesta del Caimán (fête du Caïman) honorant une légende locale connue sous le nom La Historia de Tomasita. Ces célébrations ont lieu du 17 janvier au 20 janvier, occupant complètement l'attention des cienagueros.